# DTA Posse
DTA Posse lub DTA, dawniej Rogue Status – firma odzieżowa z siedzibą w Los Angeles; nazwa od „Don't Trust Anyone”, motta firmy. 
Stworzona przez projektantów Johana Esbensena i Rexa Hollowaya w 2005, wkrótce potem została wsparta przez Travisa Barkera i Roba Dyrdeka. Część zysków ze sprzedaży ubrań trafia do amerykańskich żołnierzy, będących na misjach na Bliskim Wschodzie, dzięki czemu mogą oni wysyłać listy do swoich rodzin i przyjaciół. Firma głównie oferuje podkoszulki z kontrowersyjnymi nadrukami. Jej najbardziej rozpoznawalny nadruk „Gun Show” to różne rodzaje broni nadrukowane obok siebie, równolegle, pod kątem. Inne produkty które oferuje to bluzy, krótkie spodenki, oraz inne akcesoria, takie jak plecaki, paski i portfele. Firma posiada w USA swój Team Driftowy.